# Сяньбийский язык
Сяньбийский язык — язык племени сяньби, завоевавшего совместно с монгольским же племенем табгачи Север Китая в IV в. и основавшего «поздневэйскую» династию Тоба, просуществовавшую до середины VI в.

## Алфавит и тексты
Сяньби обитали во II—IV вв. н. э. на территории Южной Монголии (современная Автономная Внутренняя Монголия, КНР) и, предположительно, пользовались орхонским алфавитом. Позже произошёл переход на слоговое и комбинированное письмо, использовавшее геометризованные знаки рунического письма и графические элементы китайского письма.
Монгольские ученые склоняются к выводу, что язык племени сяньби принадлежал к монгольским языкам.
В китайском источнике «Суй шу» приводится библиография сяньбийских книг, состоящая из 12 названий:
1. Төрийн хэлний жинхэне дуу, 10 булэг («Песни на государственном языке», 10 глав;
2. Төрийн хэлээр бичсэн эзэн хааны дуу, 11 булэг («Императорский гимн на государственном языке», 11 глав);
3. Төрийн хэлээр бичсэн илгээлт зарлиг, 4 булэг («Послания и повеленния на государственном языке», 4 главы);
4. Төрийн хэлээр бичсэн элдэв зохиол, 15 булэг («Разнообразная литература на государственном языке», 15 глав);
5. Сяньби илгээлт, зарлиг, 1 булэг, Чжоу улсын эзэн хаан У-дигийн зохиол («Сяньбийские послания и указы» императора династии Северной Чжоу, гл. 1);
6. Сяньби хэл, 5 булэг («Сяньбийский язык», 5 глав);
7. Хоу Фухоу, Ке Силин. Төрийн хэлээр бичсэн эд юмсын нэрс, өөрөөр хэлбал төрийн хэлний зуйл хуваасин толь бичиг, 4 булэг («Названия вещей на государственном языке или тематический словарь на государственном языке», составителями которых являются Хоу Фухоу и Ке Силин, 4 главы);
8. Ке Силин. Төрийн хэлэээр бичсэн элдэв юмсын нэрс, 3 булэг («Названия разных вещей на государственном языке», составителем которого является Ке Силин, 3 главы);
9. Төрийн хэлний 18 булэг ойллого бичиг («Описательные сведения на государственном языке», 18 глав);
10. Сяньби хэл, 10 булэг («Сяньбийский язык», 10 глав);
11. Төрийн хэл, 15 булэг («Государственный язык», 15 глав);
12. Төрийн хэл, 10 булэг («Государственный язык», 10 глав) («Суй шу», гл. XXXII. 2445).

Сяньбийский язык продолжал существовать после распада империи, несмотря на попытки его искоренения.
В «Юэ чжи» и ряде других источников (включая «Инь юэ чжи», «Трактат о звуках и музыке», включенный в «Цзю Тан шу») упомянут сборник исполняемых женщинами пиршественных песен «Чжэнь жэнь дай гэ» («Песни совершенных людей Дай», 54 текста), восходящих ко времени жизни тобийцев в Дай. М. Е. Кравцова считает весьма вероятным, что он также был составлен из сяньбийских текстов.
Ни один из памятников сяньбийской литературы не сохранился.

## Лингвистическая характеристика
Тип языка — агглютинирующий, в структуре слова чётко различаются корневые и аффиксальные морфемы. Лексика близка к среднемонгольскому. Основной способ словообразования — аффиксация.